# 아이롤라
아이롤라(이탈리아어: Airola)는 이탈리아 캄파니아주 베네벤토도의 코무네다. 나폴리로부터 북동쪽 35km, 베네벤토로부터 남서쪽 20km 거리에 있다. 가까운 곳에 이스클레로 강으로 합류하는 하천이 있다.

## 주요 볼거리
- 안눈치아타 성당(14~15세기)과 성당의 수태고지 제단화 : 교회의 종탑은 1735년 이탈리아의 공학자이자 건축가인 루이지 반비텔리가 만들었다.